# Hypochaeris helvetica
Hypochaeris helvetica là một loài thực vật có hoa trong họ Cúc. Loài này được Wulfen mô tả khoa học đầu tiên.